# Gabriel Coronel
Gabriel Eduardo Coronel Petrilli (Barquisimeto, 13 de fevereiro de 1987) é um ator, modelo e cantor venezuelano.

## Biografia
Seu primeiro papel em uma novela foi em 2007 em Somos Tú y Yo, interpretando Gabo. Em 2012 assinou com o canal Telemundo e mudou-se para os Estados Unidos para viver seu primeiro protagonista, na novela Relaciones Peligrosas, que lhe rendeu diversas indicações a Melhor Ator.
Em 2013, atuou em Marido en Alquiler, remake da novela brasileira Fina Estampa, interpretando Antonio, papel que foi de Caio Castro.

## Filmografia
| Ano       | Novela                 | Personagem                    | Notas                  | Canal      |
| --------- | ---------------------- | ----------------------------- | ---------------------- | ---------- |
| 2007-2009 | Somos Tú y Yo          | Gabriel "El Gago"             | Protagonista           | Venevisión |
| 2012      | Relaciones peligrosas  | Mauricio Blanco               | Protagonista           | Telemundo  |
| 2013-2014 | Marido en alquiler     | José Antonio Salinas Carrasco | Co-Protagonista        | Telemundo  |
| 2014      | Reina de corazones     | Francisco "Frank" Marino      | Actuación Especial     | Telemundo  |
| 2015-2016 | El señor de los cielos | Armando Pérez Ricard          | Participación Especial | Telemundo  |
| 2019      | Betty en NY            | Ignacio "Nacho"               | Actuación Especial     | Telemundo  |

## Discografia
| Ano  | Detalhes do Álbum                                                                                                | Canções |
| ---- | --- | --- |
| 2013 | Desnudo - Lançamento: 23 de julho de 2013 - Gravadora(s): Warner Music Latina - Formato(s): CD, download digital | 1. "La Alegría de Vivir" 2. "Desnudo" 3. "Happy" 4. "Yo Te Ame" 5. "La Vida Sin Ti" 6. "Bailando en el Limbo" 7. "La Fuerza de Mi Ser" 8. "Yo Te Hare Feliz" 9. "Llora Llora" 10. "Ritual" |

## Prêmios indicações
| Ano  | Prêmio                    | Categoria                            | Trabalho              | Resultado |
| ---- | ------------------------- | ------------------------------------ | --------------------- | --------- |
| 2012 | Prêmios Tu Mundo          | Ator Favorito                        | Relaciones Peligrosas | Indicado  |
| 2012 | Prêmios People en Español | Melhor Ator                          | Relaciones Peligrosas | Indicado  |
| 2012 | Prêmios People en Español | Revelação do Ano                     | Relaciones Peligrosas | Indicado  |
| 2012 | Prêmios People en Español | Melhor Casal (com Sandra Echeverría) | Relaciones Peligrosas | Indicado  |
| 2013 | Miami Life Awards         | Melhor Ator                          | Relaciones Peligrosas | Venceu    |
| 2013 | Prêmios People en Español | Novo Talento de Novela               | Marido en Alquiler    | Indicado  |